# Observatorio Vesubiano
El Observatorio Vesubiano es una institución pública italiana, de investigación vulcanológica y sísmica. Su labor principal es el seguimiento de los volcanes activos en la región italiana de Campania.
El observatorio es el más antiguo del mundo en su categoría. Fundado en 1841, en un principio su sede estaba en la propia falda del Monte Vesubio. En la actualidad, en su antiguo emplazamiento se encuentra el museo o la biblioteca histórica, mientras que el laboratorio y el centro de vigilancia están en Nápoles.